# Ina Halley

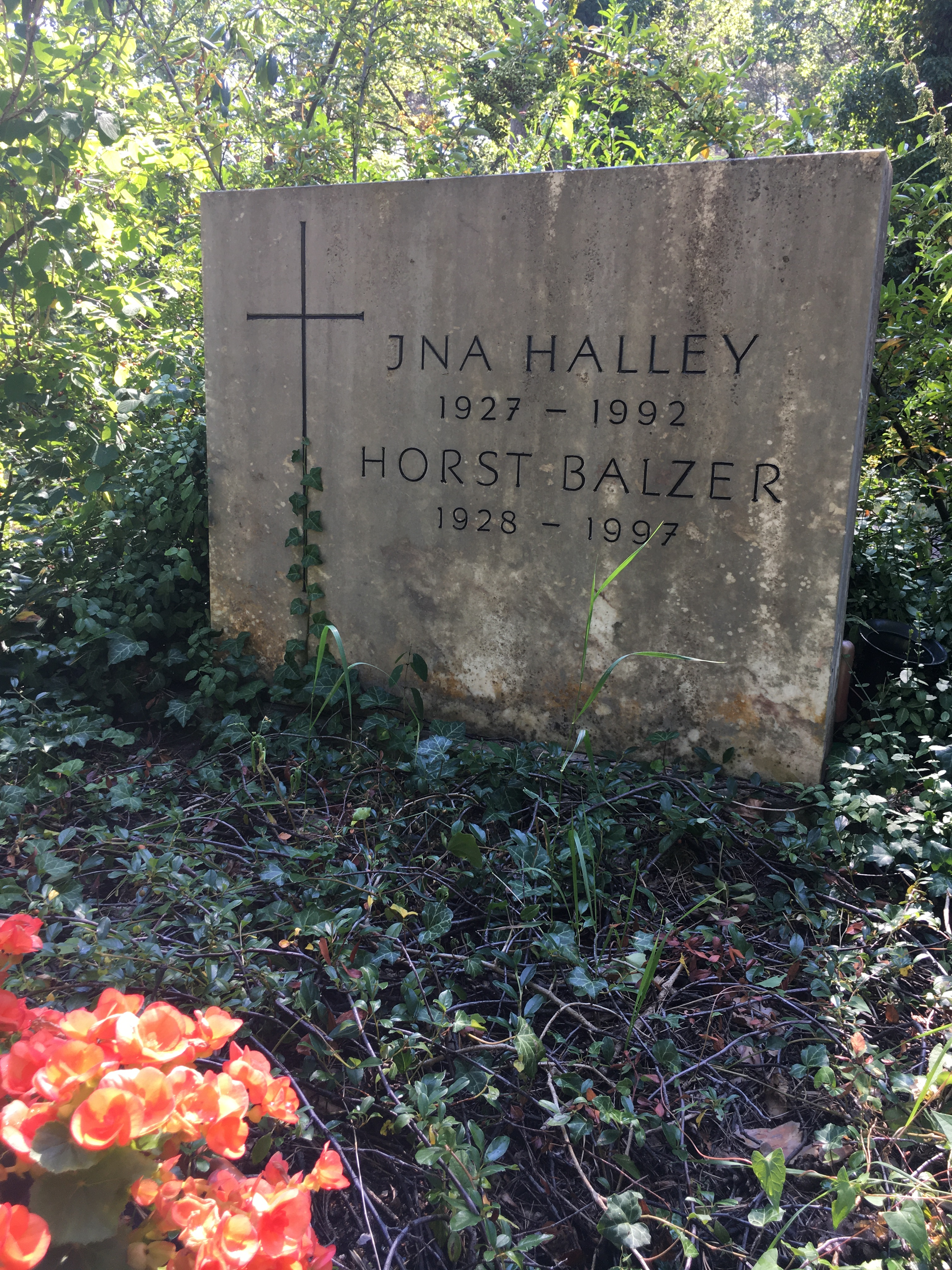
Grabstätte Horst Balzer und Ina Halley

Ina Halley (* 9. Januar 1927 in Chemnitz; † 7. Juni 1992 in Berlin) war eine deutsche Schauspielerin.

## Leben
Ina Halley war eine Theaterschauspielerin, die auch viel für den Film und das Fernsehen gearbeitet hat. Bis Mitte der 1950er Jahre war sie an den Theatern  in Ost-Berlin und West-Berlin eine gefragte Darstellerin. Danach sind für Ost-Berlin keine Auftritte mehr zu finden.
Ina Halley war seit 1958 mit dem Theaterregisseur Horst Balzer verheiratet, mit dem sie einen Sohn hatte. Ihre letzte Ruhestätte befindet sich auf dem Berliner Waldfriedhof Zehlendorf. (Feld 037-396)

## Filmografie
- 1949: Die Kuckucks
- 1949: Unser täglich Brot
- 1950: Die lustigen Weiber von Windsor
- 1951: Blaubart
- 1952: Der Fürst von Pappenheim
- 1953: Die Junggesellenfalle
- 1953: Der Vetter aus Dingsda
- 1954: Der Mann meines Lebens
- 1954: Der treue Husar
- 1955: Ein Herz voll Musik
- 1961: Das letzte Kapitel
- 1961: Anruf am Abend (Fernsehfilm)
- 1976: Vera Romeyke ist nicht tragbar

## Theater
- 1946: William Shakespeare: Ein Sommernachtstraum – Regie: Hans Carl Müller (Komödie am Kurfürstendamm Berlin)
- 1947: William Shakespeare: Das Wintermärchen (Perdita) – Regie: Fritz Genschow (Zehlendorfer Freilichtbühne am Waldsee – Berlin)
- 1948: Frank Wedekind: Frühlings Erwachen (Wendla) – Regie: Walter Suessenguth (Hebbel-Theater Berlin)
- 1948: Jewgeni Schwarz nach Hans Christian Andersen: Die Schneekönigin (Gerda) – Regie: Eduard Matzick (Haus der Kultur der Sowjetunion)
- 1949: Lion Feuchtwanger: Wahn in Boston (Hanna Parrish) – Regie: Wolfgang Kühne (Deutsches Theater Berlin – Kammerspiele)
- 1949: Molière: Der Geizige (Elise) – Regie: Willi Schmidt (Deutsches Theater Berlin)
- 1949: Gotthold Ephraim Lessing: Nathan der Weise (Recha) – Regie: Gerda Müller (Deutsches Theater Berlin)
- 1949: Friedrich Wolf: Tai Yang erwacht (Ma) – Regie: Wolfgang Langhoff (Deutsches Theater Berlin)
- 1950: Richard Brinsley Sheridan: Die Lästerschule (Frau von Quälgeist) – Regie: Aribert Wäscher (Deutsches Theater Berlin – Kammerspiele)
- 1950: Carl Sternheim: 1913 (Ottilie) – Regie: Günther Haenel (Deutsches Theater Berlin – Kammerspiele)
- 1952: William Shakespeare: Wie es euch gefällt (Celia) – Regie: Falk Harnack (Theater am Schiffbauerdamm Berlin)
- 1957: Colette Audry: Soledad – Regie: Frank Lothar (Tribüne Berlin)
- 1957: Leo Tolstoi: Die Macht der Finsternis – Regie: Fritz Wisten (Volksbühne Berlin)
- 1960: Jacques Audiberti: Äpfelchen Äpfelchen – Regie: Horst Balzer ( Renaissance-Theater Berlin)
- 1965: Félicien Marceau: Der Manager – Regie: Dieter Reible (Renaissance-Theater Berlin)
- 1970: Maxim Gorki: Die Kleinbürger – Regie: Horst Balzer (Freie Volksbühne Berlin)
- 1976: Marcel Mithois: Arc de Triomphe – Regie: ? (Komödie am Kurfürstendamm Berlin)

## Hörspiele
- 1954: Friedrich Kolander: Die Stunde Null (Sissy) – Bearbeitung und Regie: Curt Goetz-Pflug (NWDR)
- 1954: Gottfried Keller: Der schlimm-heilige Vitalis (Jolanda) – Regie: Carl Nagel (RB)
- 1958: Dieter Meichsner: Auf der Strecke nach D. (Sabine Balzer) – Regie: Curt Goetz-Pflug (Hörspiel – SFB)
- 1958: Horst Pillau: Janet kommt heute Abend (Mrs. Connover) – Regie: Tom Toelle (Original-Hörspiel) (SFB)
- 1959: Mischa Mleinek: Der König ist tot (Dina Henderson) – Regie: Curt Goetz-Pflug (Kriminalhörspiel – SFB)
- 1962: Karin Ewert: Die Reise (Anita) – Regie: Curt Goetz-Pflug (Original-Hörspiel) (SFB)